# Isaiah Bradley
Isaiah Bradley conosciuto anche come Capitan America Nero, è un personaggio dei fumetti  creato da Robert Morales (testi) e Kyle Baker (disegni), pubblicato dalla Marvel Comics. La sua prima apparizione è nella miniserie Truth: Red, White and Black  n. 1 (gennaio 2003).
In Italia la Panini Comics ha pubblicato la miniserie in un volume unico dal titolo Capitan America: La Verità.

## Biografia del personaggio
Isaiah Bradley era un soldato afroamericano, sposato con la giovane Faith, che aspettava una bambina quando il ragazzo partì per la seconda guerra mondiale.
Arruolato a Camp Cathcat, Mississippi, assieme al suo intero plotone, composto unicamente da soldati di colore, venne impiegato come cavia dell'esercito per il siero del supersoldato, un composto chimico ideato dal dottor Josef Reinstein allo scopo di sviluppare le capacità fisiche del corpo umano. Molti soldati morirono, mentre Isaiah e altri cinque commilitoni sopravvissero, divenendo i primi esemplari di super-soldati.
La squadra di Bradley venne spedita in Germania, nella Foresta Nera, in una missione segreta allo scopo di fermare alcuni rifornimenti ad un campo nazista: durante la missione morirono due soldati, mentre gli altri suoi due compagni rimasero uccisi in una rissa, facendo di Isaiah l'unico sopravvissuto. Vista l'indisponibilità di Capitan America, bloccato in una missione nel Pacifico, e il decesso degli altri due supersoldati, il generale Walker Price, un uomo decisamente razzista, destinò Isaiah a una missione suicida in un campo nazista ove si stavano svolgendo alcuni esperimenti volti alla creazione di supersoldati tedeschi.
Nel paracadutarsi oltre le linee nemiche, Isaiah indossò una copia del costume di Capitan America senza l'autorizzazione dell'esercito, che decise di insabbiare la cosa, negandone perfino l'esistenza. Bradley portò a termine la missione, facendo esplodere con l'esplosivo l'intero laboratorio, ma nel tentativo di salvare alcune prigioniere ebree, venne catturato dai nazisti.
Venne portato al cospetto di Adolf Hitler in persona: il Führer cercò di corromperlo, garantendogli la "liberazione della sua gente" in cambio del suo aiuto, ma al suo rifiuto lo spedirono dal dottor Josef Mengele affinché carpisse i segreti del siero del supersoldato. Nel tragitto però venne salvato dalla resistenza partigiana, che lo tenne nascosto per cinque mesi, prima di trovare il modo di rimandarlo in patria.
Il ritorno negli States però non fu lieto per Isaiah; venne processato davanti alla corte marziale per il furto del costume di Cap, e per questo venne condannato all'ergastolo. Sua moglie Faith cercò per anni di far rivedere il suo caso dall'esercito e dopo diciassette anni, nel giorno dell'insediamento di Kennedy, il presidente Eisenhower gli concesse la grazia.
Purtroppo, gli anni in isolamento e il deterioramento del siero ridussero Isaiah in uno stato di regressione mentale. Sebbene per la maggior parte della gente la sua esistenza sia poco più di una leggenda metropolitana, la comunità nera ha sempre venerato il "Capitan America nero", trattandolo come un vero eroe, come testimoniano le numerose celebrità afroamericane che nel corso dei decenni hanno portato i loro omaggi a Isaiah: da Mohamed Alì a Richard Pryor, da Malcolm X a Nelson Mandela, da Michael Jackson a Spike Lee.
Ai giorni nostri Steve Rogers, venuto a conoscenza della sua esistenza, è andato a trovare Isaiah, mostrandogli un profondo rispetto e il grande rammarico di non avergli potuto evitare tutte le sue sofferenze, stringendo una forte amicizia con la famiglia Bradley.
Invitato al matrimonio di T'Challa e Ororo, la sua presenza commosse tutti i supereroi afroamericani presenti, cresciuti nel suo mito, come Bill Foster, Monica Rambeu e soprattutto Luke Cage (che esclamò "il primo me" facendo riferimento ai suoi anni di reclusione dovuti al razzismo), mentre il canadese Wolverine non era a conoscenza di chi fosse.
Recentemente anche Bucky è andato a trovare Isaiah per rendergli omaggio.

## Discendenza

### Josiah X
Durante la prigionia di Isaiah Bradley il governo tentò di utilizzare il suo DNA modificato per cercare di creare un altro Super Soldato. Dopo 39 tentativi falliti si ebbe un unico successo che fu chiamato Josiah. In pratica era il figlio genetico di Isaiah e Faith, ma nato da una madre surrogata. Sua madre in qualche modo lo sottrasse dalla vigilanza dell'occhio attento del Governo.
Josiah crebbe da solo in un orfanotrofio cattolico fuori Boston. I suoi poteri si rivelarono quando, nei suoi primi anni di vita, aggredì una delle suore dell'orfanotrofio. Credendo di aver accidentalmente ucciso suor Irenia, fuggì. Sotto il nome presunto di Josiah Smith si arruolò nell'esercito, servì per numerosi turni nella guerra del Vietnam diventando un veterano molto esperto. La sua unità, composta principalmente da soldati neri, venne quasi uccisa in una missione da un ordine sconsiderato e razzista di un ufficiale che ordinò di bombardare l'area mentre essi erano ancora di pattuglia. La sua aggressione all'ufficiale senza cuore venne ricompensata con una corte marziale. Josiah fu rimandato negli USA per scontare la sua condanna a Fort Leavenworth una prigione militare di stato.
In una struttura di ricerca segreta a Berkeley, in California, vennero eseguiti alcuni test sul sangue che provarono che era il figlio scomparso del Super Soldato. La sua madre surrogato venne convocata per confermare una corrispondenza genetica, e lo aiutò a fuggire nuovamente. Gli disse anche la verità a proposito del suo passato e i nomi reali dei suoi genitori biologici.
Passarono 4 lunghi anni prima che potesse rendere concreta questa conoscenza, fino a che s'imbatté in una lista di soggetti afroamericani che avevano subito abusi dal progetto "Super Soldato" e la usò per trovare i nomi completi dei suoi genitori e dove si trovavano. Dopo aver incontrato i suoi veri genitori, Josiah lasciò gli USA, e viaggiò all'estero come avventuriero e mercenario.
Alla fine si trasferì in Africa e fu proprio in Africa che Josiah scoprì la fede musulmana, sostituì il suo cognome Bradley con la lettera "X",  e decise di usare la sua fede per trovare uno scopo alla sua vita.

### Patriot
Eliah Bradley è il nipote di Isaiah. Cresciuto idolatrando suo nonno, decise di unirsi ai Giovani Vendicatori sotto l'identità di Patriot, per onorarne il passato e le gesta. Inizialmente, Eli usava una droga chiamata "ormone di crescita mutante" per ottenere dei poteri, ma quando venne ferito durante una battaglia tra Kree e Skrull (facendo scudo col suo corpo proprio a Capitan America), Isaiah lo salvò con una provvidenziale trasfusione di sangue, che donò al ragazzo le capacità fisiche di un super soldato. Eli continua a militare tra i Giovani Vendicatori, cercando di onorare la memoria del suo glorioso nonno.

## Altri media

### Cinema
Isaiah Bradley compare in Captain America: Brave New World.

### Televisione
Isaiah Bradley compare in The Falcon and the Winter Soldier.